# Provinciale weg 505 (Andijk)
De provinciale weg 505 was een provinciale weg in Noord-Holland die liep van Andijk naar Grootebroek tot de aansluiting met de N302. Ergens in de jaren 90 of 00 is de weg overgedragen aan de gemeentes. Daarmee is ook het beheer en onderhoud aan de weg overgegaan naar de gemeentes. Er stonden lange tijd nog wel bordjes langs de weg met de aanduiding 'N505', maar waarschijnlijk was men vergeten deze te verwijderen bij de overdracht.
Op de N505 gold een snelheid van 80 km/u en de weg is uitgevoerd met 1 rijbaan van 2 rijstroken. Bijzonder is dat in het midden van de weg pijlen zijn aangebracht op het wegdek waarmee men het inhalen verbiedt. Pijlen die op deze manier worden gebruikt zijn in Nederland uniek, maar in het buitenland zoals in Frankrijk wordt dit veel toegepast.
Het wegnummer N505 is na gereedkoming van het N23-project hergebruikt. Het nummer wordt nu gebruikt voor het voormalige weggedeelte van de N302 tussen Enkhuizen en de N240/N307
N23 · N194 · N196 · N197 · N198 · N199 · N200 · N201 · N202 · N203 · N204 · N205 · N206 · N207 · N208 · N209 · N210 · N211 · N212 · N213 · N214 · N215 · N216 · N217 · N218 · N219 · N220 · N221 · N222 · N223 · N224 · N225 · N226 · N227 · N228 · N229 · N230 · N231 · N232 · N233 · N234 · N235 · N236 · N237 · N238 · N239 · N240 · N241 · N242 · N243 · N244 · N245 · N246 · N247 · N248 · N249 · N250 · N307

N401 · N402 · N403 · N404 · N405 · N406 · N407 · N408 · N409 · N410 · N411 · N412 · N413 · N414 · N415 · N416 · N417 · N418 · N419 · N420 · N421 · N439 · N440 · N441 · N442 · N443 · N444 · N445 · N446 · N447 · N448 · N449 · N450 · N451 · N452 · N453 · N454 · N455 · N456 · N457 · N458 · N459 · N460 · N461 · N462 · N463 · N464 · N465 · N466 · N467 · N468 · N469 · N470 · N471 · N472 · N473 · N474 · N475 · N476 · N477 · N478 · N479 · N480 · N481 · N482 · N483 · N484 · N487 · N488 · N489 · N490 · N491 · N492 · N493 · N494 · N495 · N496 · N497 · N498 · N501 · N502 · N503 · N504 · N505 · N505 (Andijk) · N506 · N507 · N508 · N509 · N510 · N511 · N512 · N513 · N514 · N515 · N516 · N517 · N518 · N519 · N520 · N521 · N522 · N523 · N524 · N525 · N526 · N527 · N806 · N830 · N848

Cursief vermelde wegen zijn voormalige Provinciale wegen